# Podziemia w Igławie

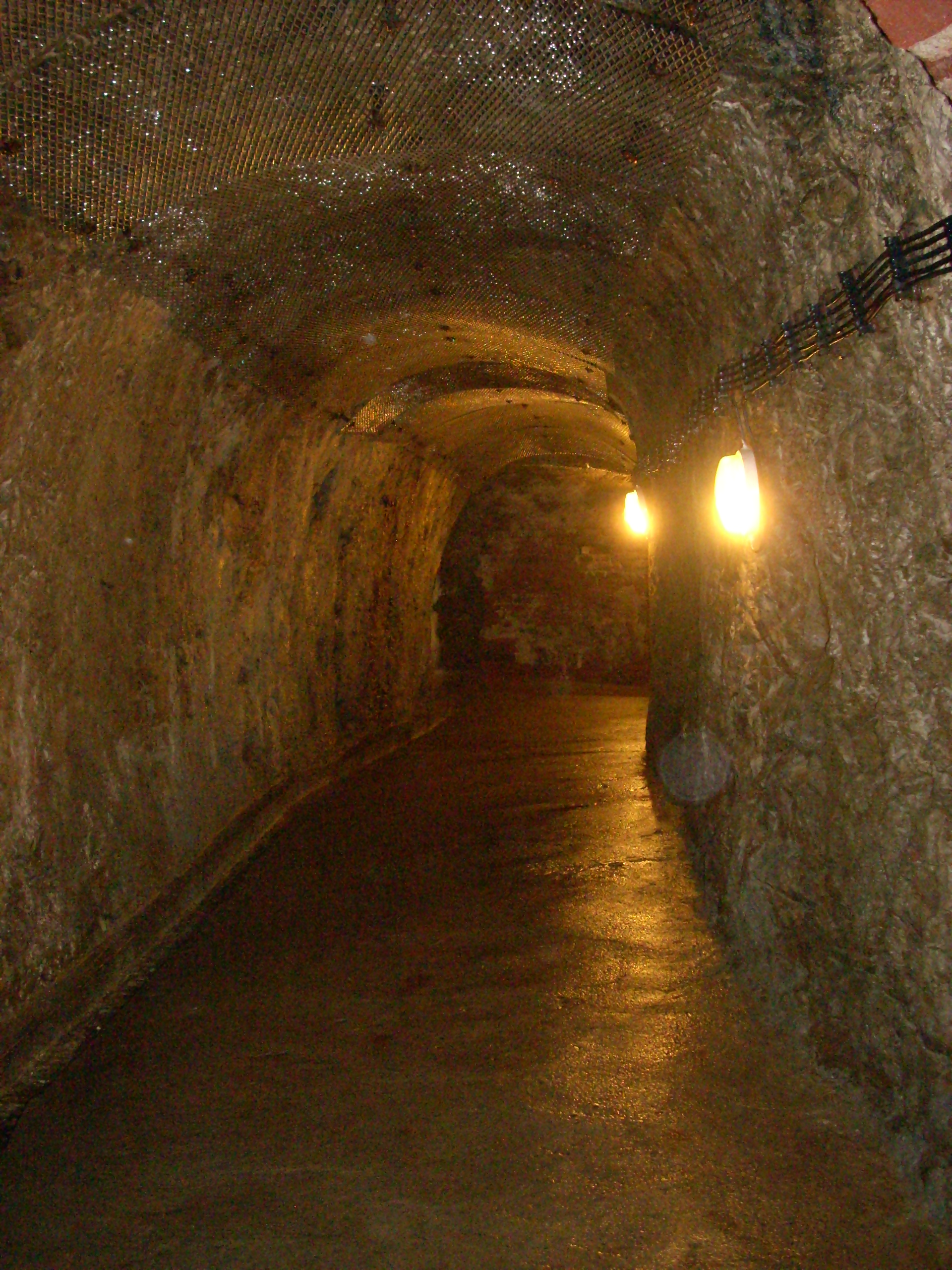

System podziemnych korytarzy w Igławie, zwany igławskimi katakumbami (Jihlavské katakomby), o powierzchni 50 tys. m² i długości ok. 25 km. Jest drugim co do wielkości systemem podziemi w Czechach, po podziemiach w Znojmie. Podziemia znajdują się pod całym miastem i pod większością zabytków w mieście. Ta historyczna i techniczna osobliwość jest jedną z ostatnich dochowanych resztek działalności średniowiecznych górników w Igławie, ponieważ większość starych kopalni srebra w okolicy miasta zanikła.
Podziemia w Igławie zaczęły powstawać już w czasie budowania miasta, najpierw jako piwnice, które później powiększano i pogłębiano. Historycy długo myśleli, że katakumby powstały dzięki wydobyciu srebra, ale badania geologiczne tę teorię obaliły. Następnie rozważano wykorzystywanie przez wojsko, jednakże również ta teoria nie była udowodniona. Najprawdopodobniej podziemia wybudowano z powodów ekonomicznych: w XIV wieku rozwój ekonomiczny był przyczyną zapotrzebowania na nowe pomieszczenia do składowania lub produkcji a ponieważ brakowało miejsca na powierzchni, mieszczanie zwrócili swoją uwagę na podziemia. W XIV do XVI wieku górnicy wygłębili w gnejsowych i granitowych skałach trzy piętra – kopanie ówczesnymi narzędziami trwało bardzo długo i mozolnie.
Później właściciele wykorzystywali podziemia również do ukrywania kosztowności, bądź do wybudowania kanalizacji i instalacji wodociągowej. W czasie drugiej wojny światowej korytarze prawdopodobnie wykorzystywało Gestapo jako schron przeciwlotniczy. W latach sześćdziesiątych XX wieku korytarze zaczęły osiadać, co doprowadziło do zabetonowania prawie całej powierzchni podziemi, a w ten sposób do poważnego zniszczenia wartości historycznej kompleksu. W trakcie tych prac podziemia zostały zbadane. Miasto wykuło kolektory, ale ze względu na brak pieniędzy oraz dokładniejszej koncepcji pozostają niewykorzystane.
Podziemia były po raz pierwszy udostępnione do zwiedzania w roku 1936, w czasie drugiej wojny światowej faszyści zamknęli je ze względów bezpieczeństwa, w latach 1949–1969 turyści powrócili do podziemi, potem miasto znów je zamknęło z powodu prac budowlanych. Korytarze udostępniło dopiero w roku 1990 stowarzyszenie Georgii Agricola, które się nimi opiekuje do dzisiaj.